# بيستشويلير
بيشويلير (بالفرنسية: Bischwiller)‏ هي بلدية فرنسية تقع في إقليم الراين الأسفل من منطقة ألزاس في شمال شرق فرنسا. تبلغ مساحة هذه المدينة 17.25 (كم²)، يبلغ عدد سكانها 12949 نسمة حسب إحصاء المعهد الوطني للإحصاء والدراسات الاقتصادية سنة 2009 م. وترأس Nicole Thomas البلدية خلال فترة (2008–14).

## معرض صور

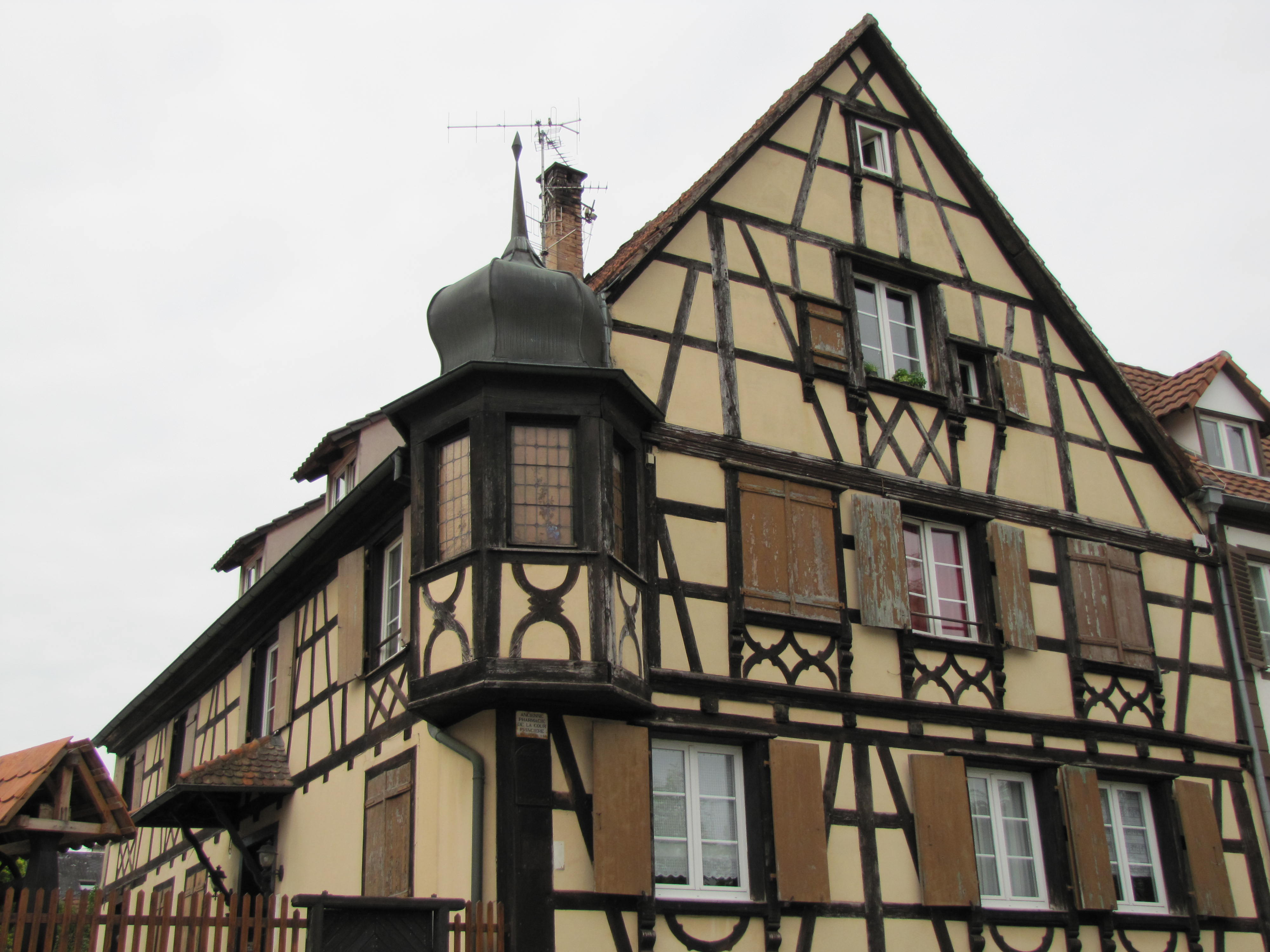
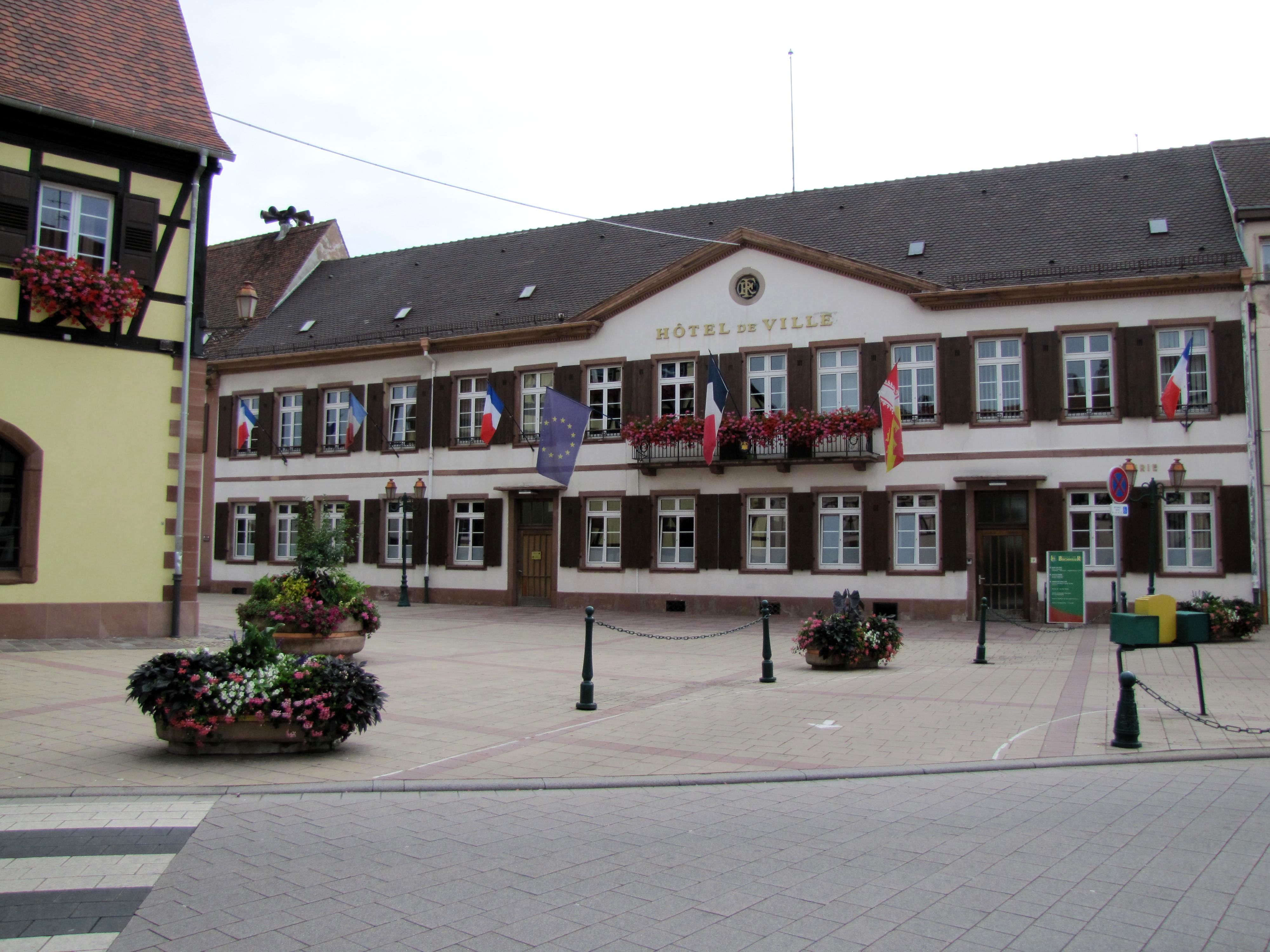
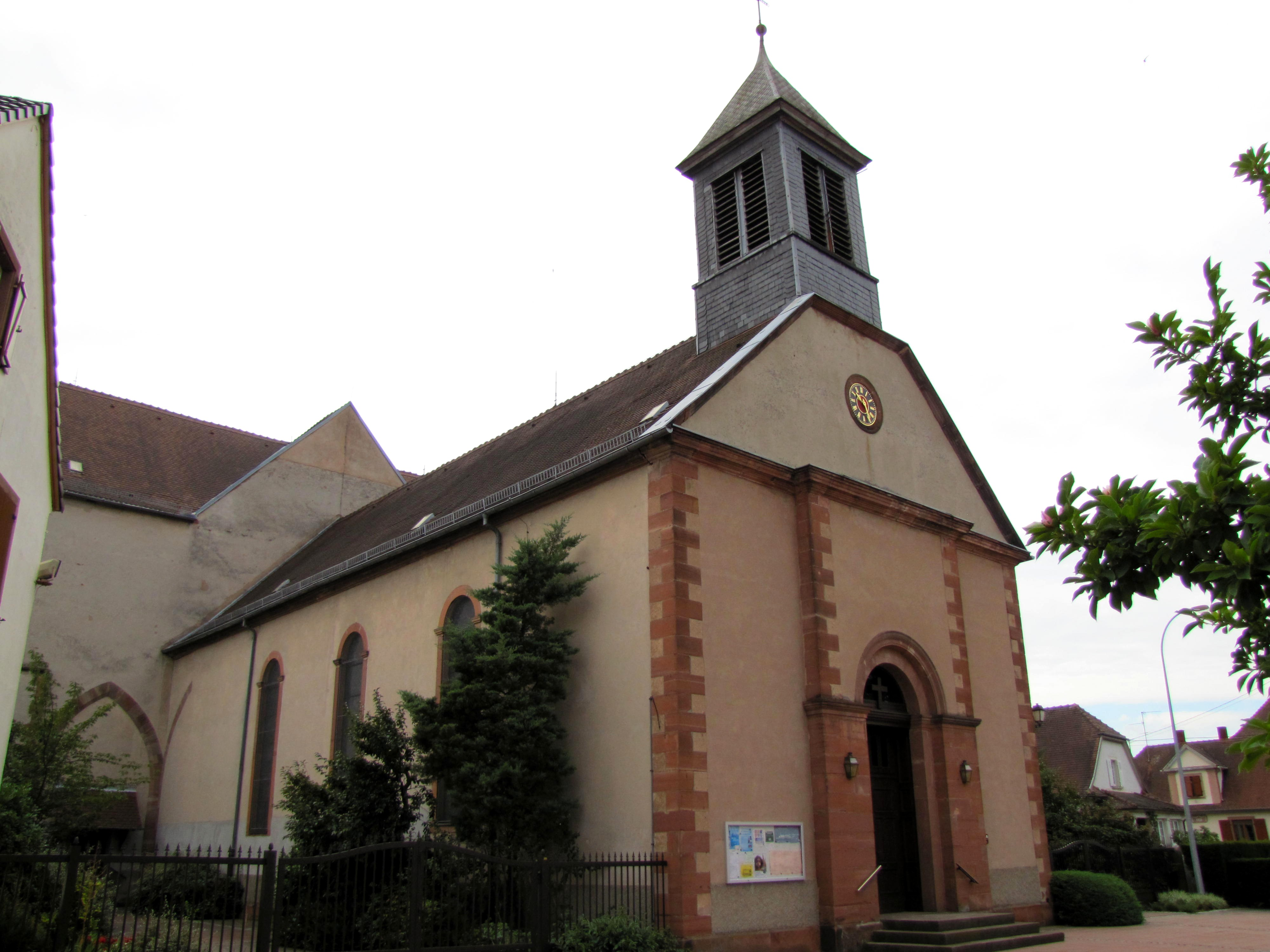
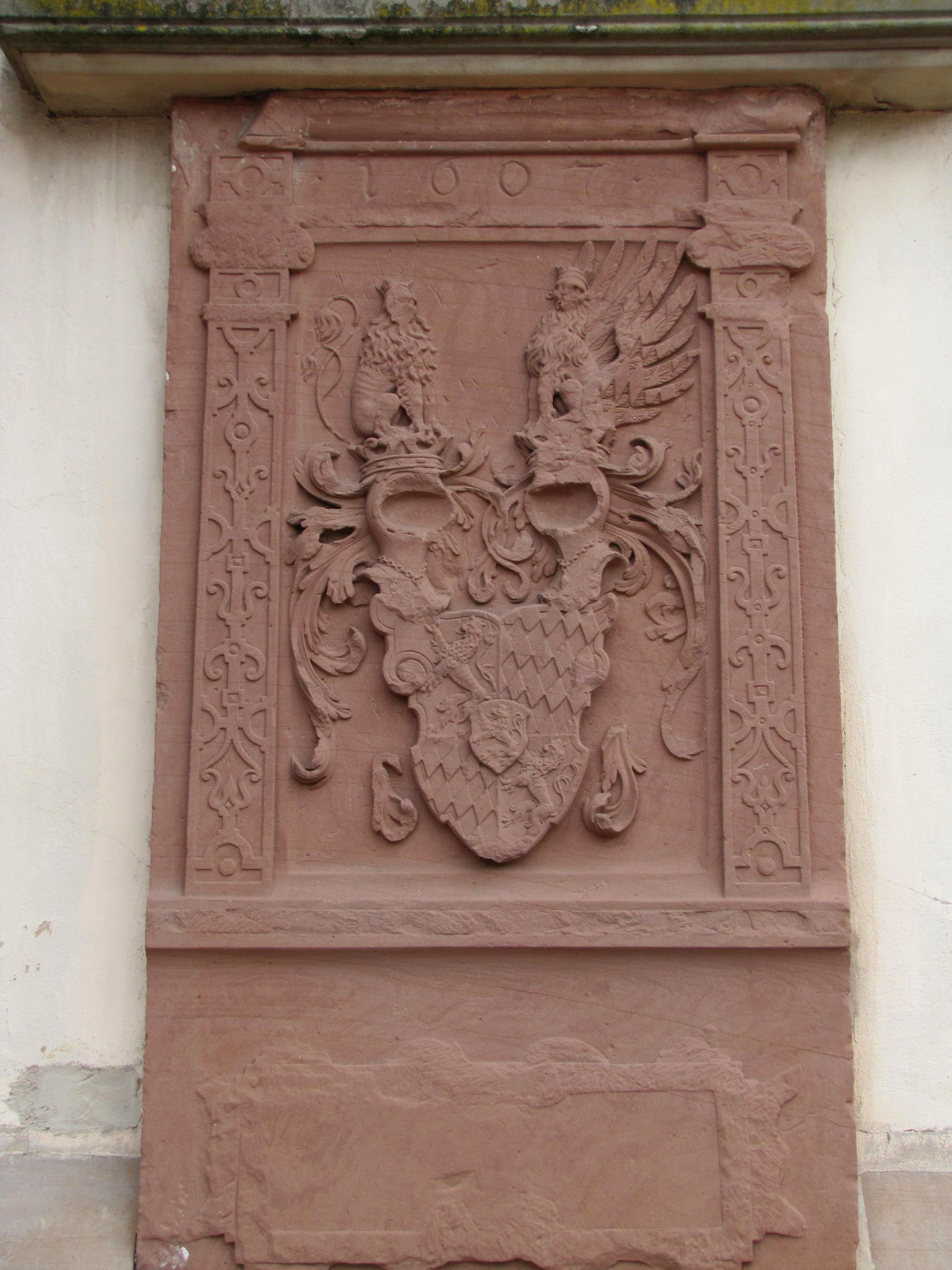

## توأمة
لبيستشويلير اتفاقيات توأمة مع:
- هورنبرغ

## أعلام
- لوسيان مولر
- أوتو ميسنر
- جورج فايس

## وصلات خارجية
- صفحة البلدية على موقع المعهد الوطني للإحصاء والدراسات الاقتصادية